# لیم زونگ-سون
لیم زونگ-سون (انگلیسی: Lim Zoong-sun; ۱۶ ژوئیهٔ ۱۹۴۳ – ) بازیکن فوتبال اهل کره شمالی بود.
از باشگاه‌هایی که در آن بازی کرده‌است می‌توان به باشگاه ورزشی مورانبونگ اشاره کرد.
وی همچنین در تیم ملی فوتبال کره شمالی بازی کرده‌است.